# James Douglas (bokser)
James „Buster” Douglas (ur. 7 kwietnia 1960 w Columbus) – amerykański bokser, mistrz świata wagi ciężkiej po walce z Mikiem Tysonem. Ma 192 cm (6'3,5") wzrostu, zasięg jego ramion wynosi 211 cm (83"). W najlepszym okresie ważył 105–110 kg.

## Kariera
W swojej zawodowej karierze stoczył 46 walk, wygrał 38 (25 przez nokaut), przegrał 6 (5 przez nokaut) i zremisował jedną walkę ze Steffenem Tangstadem.
Tytuł mistrza świata zdobył 11 lutego 1990 po walce z Mikiem Tysonem. Walka ta jest oceniana jako największa sensacja boksu. Przed walką można było postawić u bukmacherów na Douglasa w stosunku 1:42. Mimo że Douglas został położony na deski przez Tysona w 8 rundzie, podniósł się (mimo kontrowersji, że leżał na deskach 13 sekund) i dotrwał do końca rundy. W 10 rundzie znokautował Tysona i został nowym mistrzem świata wagi ciężkiej.
Tytuł stracił w następnej walce 25 października 1990, kiedy pokonał go Evander Holyfield w trzeciej rundzie. Po tej walce Douglas zakończył karierę. Powrócił jednak na ring w 1996 i pokonał Tony'ego LaRosę w czwartej rundzie. Potem stoczył jeszcze osiem walk, z czego siedem wygrał, ale nigdy nie odzyskał pasa mistrza świata.